# CCEnhancer
CCEnhancer — небольшая бесплатная программа, не требующая установки и являющаяся дополнительным расширением для утилиты CCleaner.

## Описание
Дополнение CCEnhancer представляет собой утилиту, которая позволяет расширить функциональные возможности по очистке системы в программе CCleaner. Расширение способно добавить в CCleaner более чем 900 новых приложений. Для полной интеграции CCEnhancer использует файл «winapp2.ini», который распространяется в стандартном дистрибутиве и встроен в CCleaner для простой реализации и добавления плагинов, а также правил и определений для очистки конкретных приложений. В основном все правила и определения были взяты с официального форума поддержки Piriform, непосредственно с файлом «winapp2.ini» можно ознакомиться на сайте разработчика CCEnhancer.